# The Book of Love (chanson de The Monotones)
 (avril 2025).
Si vous disposez d'ouvrages ou d'articles de référence ou si vous connaissez des sites web de qualité traitant du thème abordé ici, merci de compléter l'article en donnant les références utiles à sa vérifiabilité et en les liant à la section « Notes et références ».
Pour l’article homonyme, voir The Book of Love.
The Book of Love (aussi titré (Who wrote) The Book of LoveI) est une chanson rock and roll / doo-wop, par The Monotones. La chanson a été écrite par 3 membres du groupe : Warren Davis, George et Charles Patrick.
Le chanteur principal, Charles Patrick, a entendu une publicité des dentrifrices Pepsodent avec la ligne avec la phrase suivante: 
« you'll wonder where the yellow went / when you brush your teeth with Pepsodent »
Ce qui l'a inspiré pour trouver : 
« I wonder, wonder, wonder who, who wrote the book of love »
Charles Patrick l'a travaillé pour en faire une chanson avec Davis et Malone. La partie "boom" de la chanson est le résultat d'un enfant ayant taper une balle contre le garage pendent l'enregistrement, cela sonnais bien donc ils l'ont ajouté à la chanson. 
The Monotones ont enregistré The Book of Love en Septembre 1957, la chanson sort sur le label Mascot en décembre de la même année. La petite maison de disque ne pouvais suivre face à la popularité de la chanson, il y a eu une réédition sur le label Argo, filiale de Chess Record, en février 1958. Dans les classement Billboard, Book Of Love a atteint une 5e place dans le classement Pop et une 3e place dans le classement R&B. En dehors des États-Unis, la chanson a fais une 5e place en Australie.

## Reprises
- Au Royaume-Uni, The Mudlarks ont fait une interprétation réussie.
- En France, Tiny Yong a sortie une reprise avec des paroles en français par Bernard Michel, c'est le titre principal de l'EP Histoire d'amour de 1964.
- En 1985, sur l'album The 4 Seasons, Streetfighter.
- En 1990, Ben E. King et Bo Diddley, accompagnés de Doug Lazy, ont enregistré une version rap remaniée de Book of Love pour la bande originale du film Book of Love.

## Dans la culture populaire
- Le groupe Sha Na Na a interprété « The Book of Love » à Woodstock en 1969.
- La chanson est référencée dans « American Pie » de Don McLean et dans les paroles de « Rock and Roll » de Led Zeppelin.
- Il a été présenté comme thème du jeu télévisé The Newlywed Game animé par Paul Rodriguez après avoir remplacé Bob Eubanks (1988-1989).
- Dans Qui est le patron ?, à l'épisode Tony and the Dreamtones, Tony et son groupe de chant les Dreamtones répètent et chantent cette chanson pour un événement caritatif. Angela a également chanté cette chanson à Tony et voulait la chanter avec eux lors de l'événement caritatif.